# Lelio Pellegrini
Lelio Pellegrini (Sonnino, 1551 – Roma, 1602) è stato un letterato e filosofo italiano.

## Biografia
Nato a Sonnino, allora feudo dei Colonna, fu, secondo lo storico Girolamo Tiraboschi, «uomo che da' suoi meriti e dalle promesse fattegli da più pontefici pareva destinato a' più grandi onori; ma che non giunse che ad ottenere alcuni beneficii ecclesiastici».
Tenne la cattedra di filosofia morale allo Studio della Sapienza di Roma dal 1587 fino alla morte, avvenuta nel 1602. Pubblicò nel 1597 il De affectionibus animi noscendi et emendandis commentarius e, nel 1600, un'edizione della traduzione in latino, del 1558, di Denis Lambin dell'Etica Nicomachea di Aristotele - i De moribus libri decem - corredandola di un riassunto e di commenti, nei quali «altera il testo di Aristotele di cui lamenta la difficoltà e l'oscurità». Benché Aristotele sconsigli lo studio dell'etica ai giovani, ancora immaturi per una retta comprensione dei principi morali, il Pellegrini, al contrario, ritiene che lo studio dell'etica debba essere impartito prima ancora di quello della filosofia della natura, in modo che i giovani possano affrontare gli studi scientifici con animo libero dalle passioni.
Secondo il Filippo Maria Renazzi, egli fu «più Oratore che Filosofo, non pensò ad inovar cosa alcuna, e seguì costantemente insegnando i precetti del Filosofo Stagirita».

## Altre opere
- Oratio habita in almo Urbis Gymnasio de utilitate moralis philosophiae, cum Ethicorum Aristotelis explicationem aggederetur. Anno 1587, Romae 1587
- De Christi ad coelos ascensu, Romae 1592
- Oratio in obitum Torquati Tassi poetae atque philosophi clarissimi, Romae 1597